# Dimitri Kipiani
El príncipe Dimitri Ivanes dze Kipiani (en georgiano: დიმიტრი ყიფიანი; alternativamente escrito como Qipiani) (14 de abril de 1814 - 24 de octubre de 1887) fue un estadista, publicista, escritor y traductor georgiano. Líder de la nobleza liberal de Georgia, era conocido por su trabajo en apoyo a la cultura y la sociedad de Georgia, una causa que llevó a su exilio y asesinato en 1886 a manos de las autoridades imperiales rusas. En 2007 fue canonizado por la Iglesia Ortodoxa de Georgia como santo. 

## Primeros años y actividades liberales
Nació en una familia noble en el pueblo de Mereti, cerca de Gori, Georgia, que entonces formaba parte de la Rusia imperial. Después de graduarse de la Escuela de la Nobleza de Tiflis en 1830, trabajó allí como profesor. Tras el colapso del complot georgiano de 1832 contra el gobierno ruso, del cual Kipiani participó, fue deportado a Vologda, donde trabajó brevemente para la cancillería del gobernador local. Se le permitió regresar a Georgia en 1837, ingresó en la administración pública y, hasta 1864, ocupó diversos puestos en el virreinato. Durante su mandato, se convirtió en un destacado portavoz de la nobleza liberal. Durante la reforma emancipadora de 1861 en Rusia se le encomendó la tarea de formular la posición noble y se le impuso, en 1862, idear un modo de liberar a los siervos georgianos. Su plan no compensó adecuadamente a los siervos; no se les daría ninguna tierra, sino que continuarían cultivando las parcelas de sus propietarios y pagando por su uso. Posteriormente, participó activamente en el programa de emancipación, articulando los intereses de la pequeña y mediana nobleza. Fue elegido como Mariscal de la Nobleza de los guberniyas de Tiflis y Kutaisi de 1864 a 1870 y de 1879 a 1886, respectivamente. En el período de 1876-1879, se desempeñó como alcalde de Tiflis. 

## Identidad nacional georgiana y conflicto con las autoridades imperiales
Kipiani participó intensamente en la vida social y cultural de Georgia. Fue vicepresidente de la Sociedad Agraria del Cáucaso y cofundador del Tiflis Nobility Bank, la Sociedad para la difusión de la alfabetización entre los georgianos y la "Sociedad Dramática de Georgia". Sus ensayos y artículos fueron publicados en la prensa de Georgia y Rusia. Fue el primer traductor georgiano de Shakespeare y es autor del libro, Modern Georgian Grammar. Además de su valor estrictamente práctico y educativo, el libro tenía una importancia política considerable, ya que el desacuerdo entre los intelectuales georgianos y las autoridades imperiales sobre el tema del idioma era cada vez más tenso.
A pesar de la lealtad profesada por Kipiani, las autoridades rusas sospechaban de él. Kipiani consideró que el Tratado de Georgievsk de 1783 era el único modelo justo para las relaciones ruso-georgianas y seguía siendo un defensor obstinado de una lengua y cultura nativas. Convencido de que "un progreso real solo lo puede lograr una nación que piensa y habla en su idioma nativo", se opuso a la política de limitar el estado del idioma georgiano en las escuelas patrocinadas por el estado en la década de 1870. 
En octubre de 1885, Kipiani denunció al virrey ruso del Cáucaso, Aleksandr Dondukov-Korsakov, al Gran Duque Michael Nicolaievich, de Rusia, a quien conoció durante la visita de Michael a Borjomi, y acusó al virrey de perseguir la cultura georgiana. Realizó un informe especial para el virrey y la administración imperial, pero se vio obligado a moderar sus actividades bajo una fuerte presión de San Petersburgo. 
Sin embargo, la confrontación final de Kipiani con las autoridades rusas fue poco después. Ocurrió en relación con el notorio incidente en 1886, cuando un estudiante georgiano Laghiashvili, expulsado del Seminario Teológico de Tiflis por sus sentimientos nacionalistas, asesinó al rector, Chudetsky, quien había prohibido el georgiano como medio de instrucción en el seminario y lo describió como " Un lenguaje para perros ". Cuando el exarca ruso de Georgia, Pavel, anatematizó a la nación georgiana en respuesta al incidente, Kipiani le escribió el 8 de junio de 1886: "Su reverencia dice que usted ha anatematizado al país que se le pidió que guiara espiritualmente y que te buscaban solo por amor y gracia. Si todo esto es cierto, Su Reverencia, la única forma de rescatar el honor de su cargo es que el insultador abandone el país insultado de inmediato ". El 6 de agosto, por orden del zar Alejandro III de Rusia, Kipiani fue destituido de su puesto y enviado al exilio a Stavropol, donde pronto fue asesinado en circunstancias misteriosas.
El 26 de octubre de 1887, fue enviado a Tiflis y enterrado en el Panteón de Mtatsminda. 
Fue el abuelo de Barbare Kipiani (1879-1965) considerada una de las primeras eruditas de Georgia.

## Obras principales
- "Несколько мыслей о материалах для истории Грузии" ("Кавказ", 1854, N.º 30 - 33, 35 y 39).
- "Записки" ("Русская Старина", 1886, книги 3, 5, 7 - 9).